# Нетреба (Кобринский район)
Нетре́ба (бел. Нятрэба) — деревня в Кобринском районе Брестской области Белоруссии. Входит в состав Городецкого сельсовета.
По данным на 1 января 2016 года население составило 1 человек в 1 домохозяйстве.

## География
Деревня расположена на юго-западном берегу Королевского канала, в 15 км к северо-востоку от города Кобрин и в 59 км к востоку от Бреста .
На 2012 год площадь населённого пункта составила 0,1 км² (10 га).

## История
Населённый пункт известен с 1897 года. В разное время население составляло:
- 1999 год: 5 хозяйств, 7 человек;
- 2005 год: 2 хозяйства, 2 человека;
- 2016 год[2]: 1 хозяйство, 1 человек;
- 2019 год[1]: 0 человек.